# Cephalochalcidia capitata
Cephalochalcidia capitata är en stekelart som beskrevs av Nikol'skaya 1960. Cephalochalcidia capitata ingår i släktet Cephalochalcidia och familjen bredlårsteklar.
Artens utbredningsområde är Turkmenistan. Inga underarter finns listade.